# Ramo rosso
Nella mitologia irlandese, più precisamente nel ciclo dell'Ulster, Il Ramo rosso (in irlandese antico: Cróeb Ruad, o, alternativamente, Cróeb Derg; in inglese: Red Branch) è il nome di due delle tre case reali del re dell'Ulster, Conchobar mac Nessa, nella capitale Emain Macha. Nei racconti moderni viene anche utilizzato come nome di un ordine di guerrieri, i cavalieri del Ramo rosso.

## Etimologia
Il nome delle due case reali di Conchobar può essere tradotto come «Ramo rosso» poiché in irlandese antico esistevano due parole per indicare il «rosso»: derg, per il rosso acceso, il colore del sangue fresco, delle fiamme o dell'oro; e ruad, il colore della ruggine e dei capelli fulvi. Il Cróeb Ruad (in irlandese moderno: Craobh Rua) era il luogo dove il re sedeva; il suo nome sopravvisse come la Townland di Creeveroe nella contea di Armagh. Il Cróeb Derg (in irlandese moderno: Craobh Dearg) era il luogo dove venivano tenute delle teste mozzate e altri trofei di battaglia. La sua terza casa si chiamava Téite Brec, luogo in cui vi erano conservate le armi degli eroi.

## Influenza moderna
- Il nome "Cavalieri del Ramo rosso" fu utilizzato da un gruppo paramilitare lealista dell'Irlanda del Nord nel settembre 1992 per rivendicare la responsabilità delle bombe incendiarie e delle molotov lanciate in una banca di Dublino a Newtownabbey. Le dichiarazioni furono inviate ai media per minacciare le azioni contro chiunque abbia legami politici o economici con la Repubblica d'Irlanda. Non sono noti per essere stati responsabili di eventuali perdite durante il conflitto nordirlandese.[3]
- Una band musicale celtica di Belfast si chiama Craobh Rua.[4]
- Il nome "Cavalieri del Ramo rosso" è stato utilizzato anche da un'organizzazione fraterna cattolica irlandese con sedi a Philadelphia in Pennsylvania e a San Francisco in California tra il XIX e la metà del XX secolo.[senza fonte]